# Баганалы (село)
Баганалы (каз. Бағаналы) — село в Аулиекольском районе Костанайской области Казахстана. Входит в состав Казанбасского сельского округа. Находится в Аманкарагайском сосновом бору примерно в 34 км к западу от районного центра, села Аулиеколь. Код КАТО — 393637200.

## Население
В 1999 году население села составляло 623 человека (308 мужчин и 315 женщин). По данным переписи 2009 года, в селе проживали 503 человека (240 мужчин и 263 женщины).